# Sif Mons
Sif Mons is een schildvulkaan op de planeet Venus. Sif Mons werd in 1982 genoemd naar Sif, de Asin van de landbouw en vruchtbaarheid in de Noordse mythologie.
De twee kilometer hoge vulkaan heeft een diameter van 200 kilometer en bevindt zich in het gelijknamige quadrangle Sif Mons (V-31).
De vulkaan ligt in het westen van de Eistla Regio, dus in het zuiden van Sedna Planitia, ten westen van Bereghinya Planitia en ten oosten van Guinevere Planitia. In dezelfde regio ten oosten van Sif Mons ligt de iets grotere schildvulkaan Gula Mons. Lavastromen naar het westen zijn duidelijk zichtbaar.